# Bengt Rundberg
Bengt Tore Gustaf Rundberg, född 28 april 1922 i Kumla, död 4 september 2003 i Örebro, var en svensk barn- och ungdomspsykiater.
Rundberg, som var son till järnvägstjänsteman Anton Rundberg och Agnes Carlsson, avlade studentexamen i Örebro 1941, blev medicine kandidat vid Uppsala universitet 1944 och medicine licentiat där 1949. Han innehade olika läkarförordnanden 1947–1949, blev förste underläkare vid psykiatriska kliniken på Akademiska sjukhuset 1949, amanuens vid medicinska kliniken där 1952, förste underläkare vid barnpsykiatriska kliniken 1953, läkare för den psykiska barna- och ungdomsvården i Örebro län 1955 och var överläkare vid barn- och ungdomspsykiatriska kliniken på Örebro lasarett från 1959.